# فرودگاه سان سالوادور

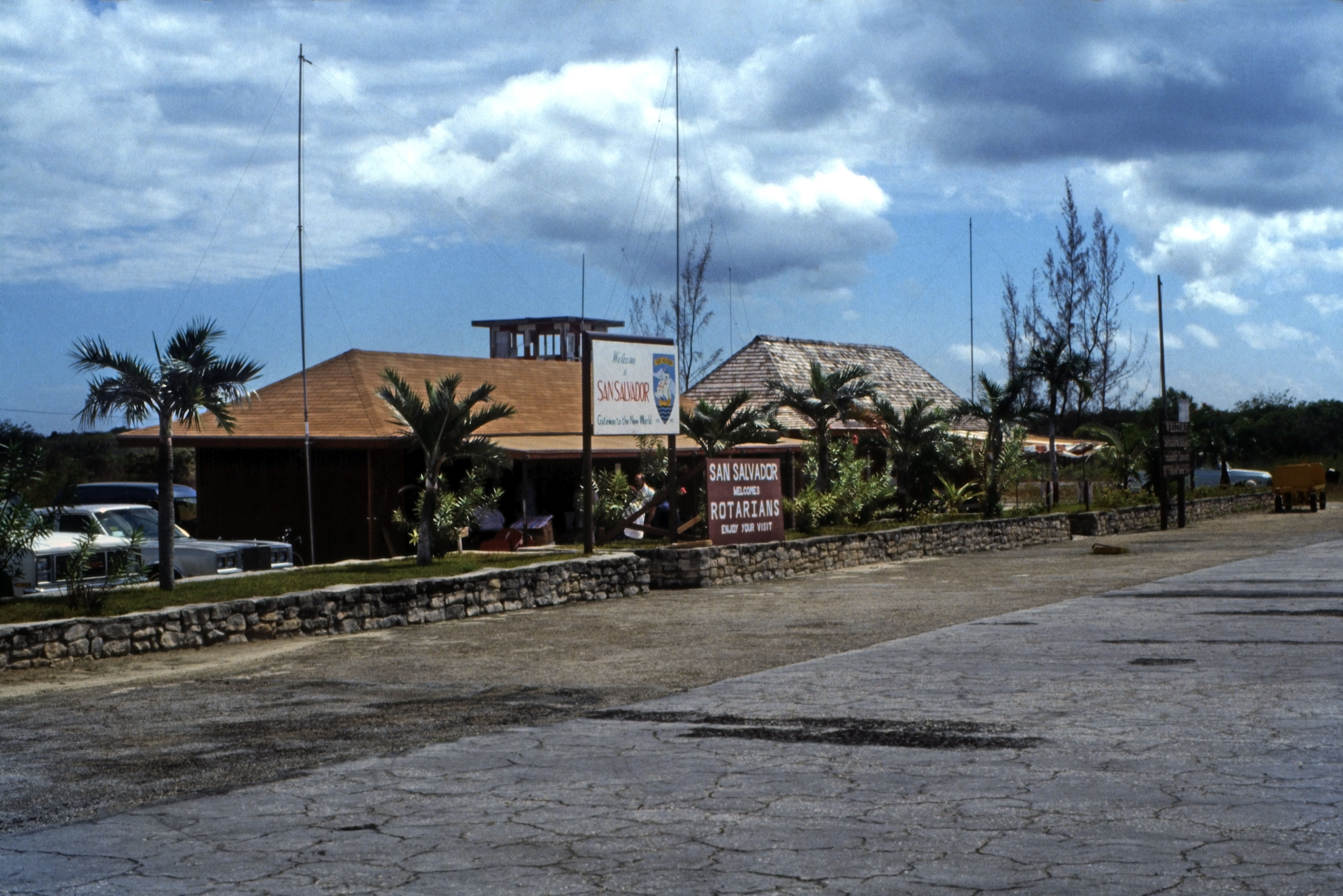
عکسی از فرودگاه سان سالوادور

فرودگاه سان سالوادور (به انگلیسی: San Salvador Airport) (به زبان بومی: Cockburn Town Airport) یک فرودگاه همگانی با کد یاتا ZSA است که یک باند فرود آسفالت دارد و طول باند آن ۲۴۳۸ متر است. این فرودگاه در کشور باهاماس قرار دارد .